# Sandur, Insulele Feroe

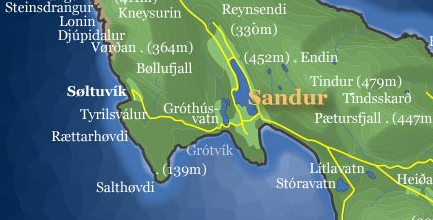

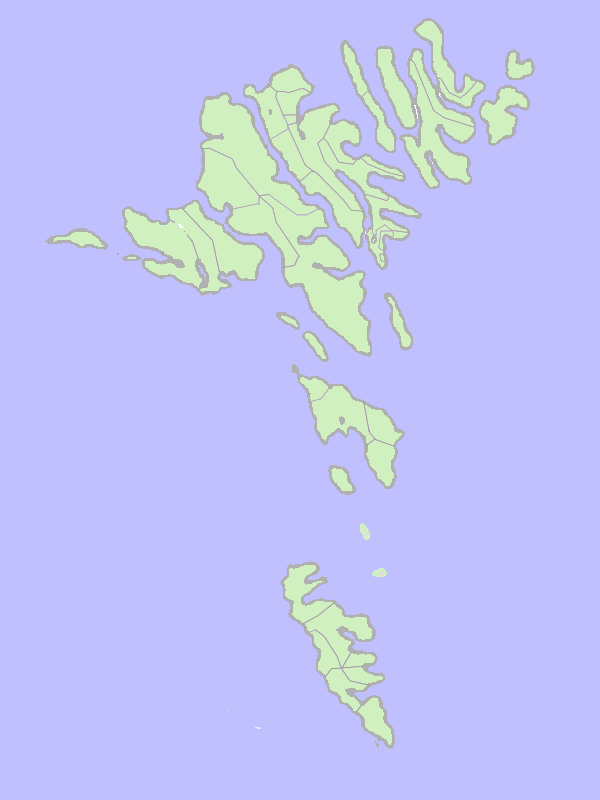
Poziţionarea oraşului în cadrul Insulelor Faroe

Sandur este un oraș din Insulele Faroe.